# Vườn ươm Hongneung
Vườn cây Hongneung (Hangul:홍릉수목원 Hanja: 洪陵樹木園) là vườn ươm ở Dongdaemun-gu, Seoul, phục vụ bởi Tàu điện ngầm Seoul tuyến 6.
Khuôn viên được mở cửa tự cho mọi người vào chủ nhật, nhưng dã ngoại thì không được phép.

## Liên kết
- Trang chủ chính thức Lưu trữ ngày 6 tháng 2 năm 2007 tại Wayback Machine (Tiếng Hàn)
- Chuyến du lịch ảo Lưu trữ ngày 28 tháng 9 năm 2007 tại Wayback Machine
- tour2korea.com Lưu trữ ngày 22 tháng 12 năm 2007 tại Wayback Machine